# 山梨県道405号割子切石線
山梨県道405号割子切石線（やまなしけんどう405ごう わにごきりいしせん）は、山梨県南巨摩郡身延町を起点・終点とする一般県道である。

## 概要

### 路線データ
- 起点：山梨県南巨摩郡身延町三澤（信号無交差点＝山梨県道9号市川三郷身延線交点、山梨県道404号古関割子線終点）
- 終点：山梨県南巨摩郡身延町切石（富士川橋西詰交差点＝国道52号交点）

## 通過する自治体
- 山梨県南巨摩郡身延町

## 交差・接続する道路
- 山梨県道9号市川三郷身延線（南巨摩郡身延町三澤・信号無交差点）
- 山梨県道404号古関割子線（同上）
- E52 中部横断自動車道（南巨摩郡身延町下田原・中富インターチェンジ）
- 国道52号（南巨摩郡身延町切石・富士川橋西詰交差点）

## 周辺
- 山梨県立峡南高等学校
- 共和郵便局